# Mina Invierno
Mina Invierno fue la mina a carbón de rajo abierto más grande en la historia de Chile que estuvo activa desde 2013 a 2020. Propiedad de Minera Invierno y ubicada en Isla Riesco, en la región de Magallanes.

## Historia
El proyecto Mina Invierno era propiedad de la Minera Invierno, perteneciente a los grupos Angelini y Von Appen.
Comenzó con las extracciones de carbón a rajo abierto en 2012, luego de obtener la aprobación de su Estudio de Impacto Ambiental el año anterior. Al pasar un año de funcionamiento, en el año 2013, la Minera presentó una modificación al proyecto para incorporar el uso de tronadura. Este, sin embargo, no aparecía en la Resolución de Calificación Ambiental con la que fue aprobada en un inicio.
Desde el Servicio de Evaluación Ambiental (SEA) indicaron que esta nueva solicitud debía ingresar al Sistema de Evaluación de Impacto Ambiental y presentar una nueva declaración ambiental, la que fue finalmente aprobada.
Ante esto, desde la sociedad civil se presentó un requerimiento para solicitar la participación ciudadana, sin embargo fue rechazado. Luego, las organizaciones insistieron y acudieron a la Corte Suprema, quien, en una sentencia inédita, resolvió retrotraer el proceso de la aprobación de tronaduras a su etapa inicial y abrir el Proceso de Consulta Ciudadana que se estaba solicitando.
Una vez finalizada la consulta, la Comisión de Evaluación Ambiental de Magallanes rechazó las tronaduras en enero de 2018. Sin embargo, el Servicio de Evaluación Ambiental revirtió esto en septiembre de ese año, dando paso al uso de tronaduras. Además de esto, en diciembre del mismo año el Tercer Tribunal Ambiental dejó sin efecto la suspensión de la calificación ambiental, autorizando a realizar una tronadura de forma controlada y supervisada por la Superintendencia de Medio Ambiente y el Servicio Nacional de Geología y Minería, la que finalmente fue ejecutada el martes 29 de enero de 2019.
Desde la organización Alerta Isla Riesco, representados por la ONG Fiscalía del Medio Ambiente (FIMA), presentaron un recurso de reclamación contra la aprobación de la calificación ambiental que aprobó el SEA, argumentando que, luego del proceso de participación ciudadana, no se analizaron los efectos de las explosiones sobre los hallazgos paleontológicos y paleobotánicos en la Formación Loreto. A esta reclamación se sumaron luego vecinos de Isla Riesco, autoridades y otras organizaciones sociales de Magallanes y nacionales.
Así, en marzo de 2019 el Tercer Tribunal Ambiental decretó una medida cautelar para restringir las tronaduras a no más de 100 metros sobre el nivel del mar, con el fin resguardar los fósiles paleobotánicos. El Servicio de Evaluación Ambiental realizó una petición para suspender esta medida cautelar, la cual fue rechazada por el mismo Tribunal aplicando el principio precautorio y argumentando que las tronaduras eran solo una forma de extracción complementaria, por lo que no afectaría el funcionamiento de la mina. No obstante, la empresa presentó una apelación en la Corte Suprema y anunció la suspensión progresiva de sus funciones y el despido masivo de trabajadores debido a que, según la minera, las tronaduras eran la única forma de hacer viable la extracción.
Finalmente, en junio de 2022, la Corte Suprema rechazó las últimas casaciones pendientes en el caso, indicando que la decisión del Servicio de Evaluación de Impacto Ambiental de autorizar el uso de explosivos no se alineaba con la normativa vigente, poniendo fin a un proceso de más de 11 años.

## Características
Un yacimiento de carbón emplazado en 1.500 hectáreas de Isla Riesco cuyo propósito era extraer 72 millones de toneladas de carbón para que fuera quemado en termoeléctricas en Chile y en el extranjero. Fue una de las minas de carbón más grande del país y también una de las diez más australes del mundo.
Tuvo un aporte de capital de US$830 millones, transformándose en una de las mayores inversiones en la Región de Magallanes.

## Consecuencias, críticas, impacto
Isla Riesco, lugar donde Mina Invierno estaba emplazado, cuenta con una gran biodiversidad: especies de fauna icónicas de Chile como el huemul, carpintero negro, puma, ballena sei, entre otros. Además, coexisten ecosistemas de glaciar, lacustres, bosques, humedales y valles. Debido a lo anterior, la isla cuenta con distintas figuras de protección: más de la mitad de la isla está protegida bajo el Parque Nacional Kawésqar y parte de su rivera pertenece al Área Marina Protegida Francisco Coloane.
Algunos de los impactos que se contemplaron para la instalación de la mina tenían relación con la tala de bosque nativo, implicando un impacto directo sobre 1.500 hectáreas, tránsito de embarcaciones por el área marina protegida y el drenaje de una laguna. Así, durante sus primeros años fue denunciada por diversos impactos ambientales sobre el agua, mar, aire y humedales. El número de sanciones en estos años llegó a 20 cargos por incumplimientos y contaminación.
Adicionalmente, la Formación Loreto cruza la isla, convirtiéndola en un sitio de importancia en cuanto a flora fósil. Frente a esto, según un informe de la Superintendencia de Medio Ambiente el componente paleobotánico no fue bien estudiado para autorizar las tronaduras en la isla, argumento que llevó al Tercer Tribunal Ambiental a rechazar el proyecto de Tronaduras.